# Victoria Beckham (альбом)
Victoria Beckham — дебютный сольный студийный альбом британской певицы и модного дизайнера Виктории Бекхэм, выпущенный 1 октября 2001 года лейблом Virgin Records. Первый сингл из альбома «Not Such An Innocent Girl» был выпущен 17 сентября 2001 года и достиг 6 строчки в UK Singles Chart. Релиз второго и заключительного сингла «A Mind Of It’s Own» состоялся 11 февраля 2002 года, который как и предыдущий, достиг 6 место в хит-парадах Великобритании. Альбом попал в топ-10 альбомов Великобритании и был продан тиражом в 50 тыс. копий.

## История выхода альбома
В альбоме отсутствует хит «Out Of Your Mind», но в нём присутствуют два новых сингла, «Not Such An Innocent Girl» и «A Mind Of It’s Own», которые достигли вершины топ-10 в Соединенном Королевстве. Альбом стал коммерчески успешным после того, как он дебютировал и достиг максимума в топ-10 UK Albums Chart, в течение трёх недель было продано 16 тыс. копий диска. Однако, альбом был продан тиражом 52 016 копий в Британии, намного ниже, чем какой-либо другой сольный альбом остальных экс-участниц Spice Girls, в то время как ценные 3 миллиона фунтов были отданы на то, чтобы снять документальный фильм «Быть Викторией Бэкхем», премьера которого состоялась в марте 2002 года.
Композиция «Every Part Of Me» посвящается её сыну Бруклин, в песне присутствует запись с его голосом.
Обозреватель из BBC считает альбом певицы «жалкой пародией на R&B», так же критики отметили низкий уровень вокала Виктории.

## Критика
| Оценки критиков | Оценки критиков |
| Источник        | Оценка          |
| --------------- | --------------- |
| AllMusic        | [ 2 ]           |
| BBC Music       | (negative)      |
| Hot Press       | (mixed)         |
| NME             | [ 5 ]           |

После выхода альбом получил смешанные и негативные отзывы. BBC Music описал альбом как «мешанину из пылких чувств и безвкусного ритм-энд-блюза», в то время как издание NME назвало альбом «новым дном бесстыдной поп-пошлости».

## Список композиций
| №                   | Название                    | Автор(ы)                                                       | Producer(s)          | Длительность |
| ------------------- | --------------------------- | -------------------------------------------------------------- | -------------------- | ------------ |
| 1.                  | «Not Such an Innocent Girl» | Steve Kipner Andrew Frampton                                   | Kipner               | 3:17         |
| 2.                  | «A Mind of Its Own»         | Victoria Beckham Kipner Frampton                               | Kipner               | 3:48         |
| 3.                  | «That Kind of Girl»         | Kipner David Frank Jack Kugell                                 | Kipner Frank Kugell  | 3:48         |
| 4.                  | «Like That»                 | Beckham Matt Prime                                             | Prime                | 4:01         |
| 5.                  | «Girlfriend»                | Beckham Harvey Mason Jr. Damon Thomas Dane Bowers J. Valentine | The Underdogs        | 3:43         |
| 6.                  | «Midnight Fantasy»          | Beckham Johan Åberg Paul Rein                                  | Åberg Anders Hansson | 3:15         |
| 7.                  | «I.O.U»                     | Beckham Frampton Chris Braide                                  | Frampton             | 3:49         |
| 8.                  | «No Trix, No Games»         | Beckham Kipner Frampton                                        | Kipner               | 3:03         |
| 9.                  | «I Wish»                    | Carsten Schack Kenneth Karlin Peter Biker Eugene Wilde         | Soulshock & Karlin   | 4:10         |
| 10.                 | «Watcha Talkin' Bout»       | Beckham Schack Karlin Nate Butler                              | Soulshock & Karlin   | 3:51         |
| 11.                 | «Unconditional Love»        | Beckham Rhett Lawrence                                         | Lawrence             | 3:50         |
| 12.                 | «Every Part of Me»          | Beckham Schack Karlin E. Yancey Nate Butler                    | Soulshock & Karlin   | 5:11         |
| Общая длительность: | Общая длительность:         | Общая длительность:                                            | Общая длительность:  | 45:55        |

| №   | Название                                                     | Длительность |
| --- | ------------------------------------------------------------ | ------------ |
| 13. | «Not Such an Innocent Girl» (Robbie Rivera's Main Vocal Mix) | 6:56         |
| 14. | «Not Such an Innocent Girl» (Sunship Radio Edit)             | 3:43         |

## Чарты
| Чарт(2001)                          | Высшая позиция |
| ----------------------------------- | -------------- |
| Australian Hitseekers Albums (ARIA) | 20             |
| Ирландия (IRMA)                     | 69             |
| Шотландия (Scottish Albums Chart)   | 20             |
| Великобритания (UK Albums Chart)    | 10             |

## Сертификации
| Регион         | Сертификация | Продажи |
| -------------- | ------------ | ------- |
| Великобритания | —            | 54,000  |